# 塔帕卡里
塔帕卡里（西班牙語：Tapacarí），是玻利維亞中部科恰班巴省塔帕卡里县的市鎮，并为该县的县府所在地。海拔高度2,997米，每年平均降雨量約600毫米。市镇面积为1,647平方公里，2012年人口数量为24,625人。